# NGC 6698
NGC 6698 је група звезда у сазвежђу Стрелац која се налази на NGC листи објеката дубоког неба.
Деклинација објекта је - 25° 54' 48" а ректасцензија 18h 48m 18,0s. Привидна величина (магнитуда) објекта NGC 6698 износи 13,3. NGC 6698 је још познат и под ознакама PK 9-10.1 involved?.